# World Wide Web Consortium
World Wide Web Consortium (W3C) (на български: Консорциум на Световната мрежа) е основната организация по стандартизация, установяваща международни стандарти за WWW (или съкратено W3),
Организацията е основана като консорциум за насърчаване на съвместимостта на World Wide Web технологии като HTML, XHTML, XML, RDF, CSS, PNG, SVG, и SOAP.
Консорциумът е съставен от организации-членки, които поддържат екип от служители на пълен работен ден, с които работят заедно за утвърждаването на стандарти за World Wide Web. Към 22 ноември 2010 г., W3C има 324 членове.

W3C се занимава и с обучение и работа на място, разработва софтуер и служи като открит форум за дискусия относно уеб стандартизацията.

## История
W3C е основан от Тим Бърнърс-Лий

през октомври 1994 г., малко след като той напуска Европейската организация за ядрени изследвания CERN. Основан е в Лабораторията по компютърни науки на Масачузетския технологичен институт с подкрепата на Европейската комисия и DARPA. W3C е ръководен от неговия основател – Тим Бърнърс-Лий, създател на World Wide Web и основен дизайнер на протоколите URL и HTTP, а също и на HTML.

## Стандарти
W3C/IETF стандарти (при TCP/IP модела):
| - CSS - CGI - DOM - GRDDL - HTML - OWL - P3P - RDF - SVG - SISR - SKOS | - SOAP - SPARQL - SMIL - SRGS - SSML - VoiceXML - WCAG - WSDL - XForms | - XHTML - XHTML+Voice - XML - XML Events - XML Information Set - XML Schema - XPath - XQuery - XSLT |